# Flabellulidae
Flabellulidae – rodzina ameb należących do supergrupy Amoebozoa w klasyfikacji Cavaliera-Smitha.
Należą tutaj następujące rodzaje według Cavalier-Smitha:
- Flabellula
- Paraflabellula